# Tanzania op de Olympische Zomerspelen 2024
Tanzania nam deel aan de Olympische Zomerspelen 2024 in Parijs.

## Aantal Deelnemers
Hieronder volgt een overzicht van de atleten die deelnamen aan de Olympische Zomerspelen van 2024.
| Sport    | Mannen | Vrouwen | Totaal |
| -------- | ------ | ------- | ------ |
| Atletiek | 2      | 2       | 4      |
| Judo     | 1      | 0       | 1      |
| Zwemmen  | 1      | 1       | 2      |
| totaal   | 4      | 3       | 7      |

## Deelnemers en resultaten

### Atletiek

#### Loopnummers
Mannen
| atleet         | onderdeel | series | series | herkansingen | herkansingen | halve finale | halve finale | finale  | finale |
| atleet         | onderdeel | tijd   | rang   | tijd         | rang         | tijd         | rang         | tijd    | rang   |
| -------------- | --------- | ------ | ------ | ------------ | ------------ | ------------ | ------------ | ------- | ------ |
| Gabriel Geay   | marathon  | n.v.t. | n.v.t. | n.v.t.       | n.v.t.       | n.v.t.       | n.v.t.       | DNF     | DNF    |
| Alphonce Simbu | marathon  | n.v.t. | n.v.t. | n.v.t.       | n.v.t.       | n.v.t.       | n.v.t.       | 2.10.03 | 17     |

Vrouwen
| atlete           | onderdeel | series | series | kwartfinale | kwartfinale | halve finale | halve finale | finale     | finale |
| atlete           | onderdeel | tijd   | rang   | tijd        | rang        | tijd         | rang         | tijd       | rang   |
| ---------------- | --------- | ------ | ------ | ----------- | ----------- | ------------ | ------------ | ---------- | ------ |
| Jackline Sakilu  | marathon  | n.v.t. | n.v.t. | n.v.t.      | n.v.t.      | n.v.t.       | n.v.t.       | DNF        | DNF    |
| Magdalena Shauri | marathon  | n.v.t. | n.v.t. | n.v.t.      | n.v.t.      | n.v.t.       | n.v.t.       | 2.31.58 SB | 40     |

### Judo
Mannen
| atleet              | onderdeel | eerste ronde         | tweede ronde         | derde ronde          | kwartfinale          | halve finale         | herkansing           | finale / BM          | finale / BM    |
| atleet              | onderdeel | tegenstander uitslag | tegenstander uitslag | tegenstander uitslag | tegenstander uitslag | tegenstander uitslag | tegenstander uitslag | tegenstander uitslag | rang           |
| ------------------- | --------- | -------------------- | -------------------- | -------------------- | -------------------- | -------------------- | -------------------- | -------------------- | -------------- |
| Andrew Thomas Mlugu | −73 kg    | n.v.t.               | Tan Tin W 10 - 01    | Gaba V 00 - 10       | niet geplaatst       | niet geplaatst       | niet geplaatst       | niet geplaatst       | niet geplaatst |

### Zwemmen
Mannen
| atleet           | onderdeel        | series | series | halve finale   | halve finale   | finale         | finale         |
| atleet           | onderdeel        | tijd   | rang   | tijd           | rang           | tijd           | rang           |
| ---------------- | ---------------- | ------ | ------ | -------------- | -------------- | -------------- | -------------- |
| Collins Saliboko | 100 m vrije slag | 53,38  | 71     | niet geplaatst | niet geplaatst | niet geplaatst | niet geplaatst |

Vrouwen
| atleet        | onderdeel       | series | series | halve finale   | halve finale   | finale         | finale         |
| atleet        | onderdeel       | tijd   | rang   | tijd           | rang           | tijd           | rang           |
| ------------- | --------------- | ------ | ------ | -------------- | -------------- | -------------- | -------------- |
| Sophia Latiff | 50 m vrije slag | 28,42  | 49     | niet geplaatst | niet geplaatst | niet geplaatst | niet geplaatst |